# لورنس اوبرایان برنچ
لورنس اوبرایان برنچ (انگلیسی:Lawrence O'Bryan Branch) (28 نوامبر 1820 – ۱۷ سپتامبر سال ۱۸۶۲) یک نماینده کنگره ایالات متحده آمریکا و یکی از فرماندهان ارتش جنوب در طول جنگ داخلی آمریکا بود. وی در سال ۱۸۶۲ در طی نبرد آنتی تام کشته شد.

## زندگینامه
برنچ در ۲۸ نوامبر ۱۸۲۰ در آنفیلد ، شهرستان هلیفکس، کارولینای شمالی در یک خانواده ثروتمند و سرشناس زاده شد. پدر و مادر وی جوزف و سوزان اوبرایان برنچ بودند. خانواده آنان در تنسی زندگی می کردند که در سال ۱۸۲۷ که پدر خانواده درگذشت. (مادر لورنس دو سال پیشتر درگذشته بود). لارنس جوان به کارولینای شمالی نزد عموی خود جان برنچ بازگشت و عضوی از خانواده آنها شد. هنگامی که عمویش توسط رئیس جمهور اندرو جکسون به عنوان فرمانده نیروی دریایی در واشینگتن برگزیده شد. وی به همراه عمویش رهسپار پایتخت شد. وی در آنجا تحت آموزش چندین آموزگار به فراگیری دانش پرداخت. سپس در آکادمی علوم نظامی بینگهام نام نویسی کرد. پس از آن در سال ۱۸۳۸ برای به مدت کوتاهی در دانشگاه کارولینای شمالی حضور یافت و موفق به دریافت مدرک تحصیلی خود شد.
برنچ برای ادامه تحصیل در رشته حقوق به شهر نشویل، تنسی رفت و در آنجا به انتشار روزنامه ای پرداخت که خودش سردبیری آن را برعهده داشت. وی در سال ۱۸۴۰ به تالاهاسی، فلوریدا مسافرت کرد. جایی که عمویش فرماندار ایالت فلوریدا بود و مورد پذیرش وی قرار گرفت. بطوری که در سال ۱۸۴۱ در نبرد سمینول در اردوگاه ژنرال لیج رید به خدمت مشغول شد. برنچ در سال ۱۸۴۸ با نانسی هاوود بلانت ازدواج کرد. آنها دارای چهار فرزند شدند. تنها فرزند پسر آنها دبلیو ، ای ، بی برنچ در کنگره مشغول به کار شد.
در سال ۱۸۵۲ به عنوان مدیر شرکت راه آهن رلیج و گستون برگزیده شد. در همان دوران به حرفه سیاست روی آورد. در انتخاب درونی حزب دموکرات شرکت و به پیروزی دست یافت. باوجود بی میلی در سال ۱۶۵۴ به نمایندگی در مجلس آمریکا برگزیده شد و در مدت سال های ۱۸۵۵ تا ۱۸۶۵۱ به به خدمت پرداخت. اما وی از نامزدی دوباره در انتخابات کنگره انصراف داد. برنچ به عنوان یک نماینده دموکرات جنوبی ، با سرسختی به دفاع از منافع ناحیه و ایالت خود می پرداخت. اما همواره در پشتیبانی از جنوب از تندروی پرهیز کرد و دیدگاه ها و سخنرانی های وی دارای سیاست میانه روی بود. گرچه وی از نمایندگان حامی رئیس جمهور جیمز بیوکنن بشمار می رفت اما درخواست وی را برای برعهده گرفتن سمت وزیر خزانه داری را رد کرد.

## جنگ داخلی
با آغاز جنگ داخلی ، برنچ در ماه مارس ۱۸۶۱ از نمایندگی کنگره کناره گیری و در ارتش ایالات مؤتلفه آمریکا نام نویسی کرد. وی با عنوان سررشته دار ، مسئول تدارکات و معاونت فرمانداری کالیفرنیا شمالی با درجه سرهنگی گماشته شد. وی در ماه سپتامبر از سمت خود کناره گیری کرد و در ماموریت تازه خود به عنوان فرمانده هنگ ۳۳ پیاده نظام کارولینای شمالی برگزیده شد. در ۱۶ ژانویه سال ۱۸۶۲ به درجه سرتیپی ارتقا یافت و در ماه مارس تیپ خود را در نبرد نیو برن فرماندهی کرد. در ماه مه ، از ویرجینیا به وی فرمان داده شد که تیپ تحت فرمان وی شامل هنگ های هفتم ، هجدهم ، بیست و هشتم ، سی و سه و سی و هفتم کارولینای شمالی به تیپ سبک اسلحه ژنرال ای. پی. هیل در طی نبرد هانوفر کورت هاوس بپیوندد. او همچنین در نبردهای هفت روزه ، سدار مانتین و تسخیر هارپرزفری حضور یافت. در طی این نبردها تیپ وی دچار تلفات و آسیب بسیاری شد بطوریکه تمامی هر پنج سرهنگ تیپ وی به همراه ۱۲۵۰ تن سرباز کشته شده بودند که به همراه زخمی ها و مفقودی ها شمار تلفات تیپ وی به سه هزار تن می رسید.
ژنرال برنچ در طی عملیات مریلند ، در خلال نبرد آنتی تام کشته شد. او فرماندهی یکی از تیپ های ژنرال هیل را برعهده داشت. وی پیش از نبرد با نیروهایش از هارپرزفری به شارپسبرگ با شتاب پیشروی کرد. وی وظیفه دفاع از جناح راست ارتش ژنرال لی و جلوگیری از پیشروی نیروهای اتحادیه را برعهده داشت. در طی نبرد وی بشدت در زیر آتش دشمن قرار گرفت و هنگامی که به همراه سه تن از افسرانش ایستاده بود مورد اصابت گلوله یکی از تیراندازان در کمین شمالی قرار گرفت و اندکی بعد در آغوش یکی از افسرانش درگذشت. ژنرال هیل درباره کشته شدن وی نوشت::: "ارتش کنفدراسیون در سوگ یکی از دلیرترین و فرهیخته ترین سربازانش نشست. وی برجسته ترین فرمانده من بود که می توانستم جهت فرماندهی نیروهایم به وی به‌طور کامل اطمینان کنم." وی را در آرامستان قدمی شهر ، رلیج بخواب سپردند.

## یادداشت
1. ↑  سازمان پارک‌های ملی (۱۹۰۰-۰۱-۰۱). "National Register Information System". National Register of Historic Places. National Park Service.
2. ↑  "Branch, Lawrence O'Bryan" (به انگلیسی). ۱۸ فوریه ۲۰۱۹ میلادی. {{cite web}}: Check date values in: |تاریخ= (help)
3. ↑  "Lawrence O'Bryan Branch" (به انگلیسی). 18 فوریه 2018.
4. ↑  "28 Nov. 1820–17 Sept. 1862" (به انگلیسی). 18 فوریه 2019.
5. ↑  "Lawrence O'Bryan Branch" (به انگلیسی). 18 فوریه 2019.
6. ↑  "28 Nov. 1820–17 Sept. 1862" (به انگلیسی). 18 فوریه 2019.